# Cryptomastix mullani
Cryptomastix mullani är en snäckart som först beskrevs av Bland och James Graham Cooper 1861.  Cryptomastix mullani ingår i släktet Cryptomastix och familjen Polygyridae. Inga underarter finns listade i Catalogue of Life.